# Geología diluviana

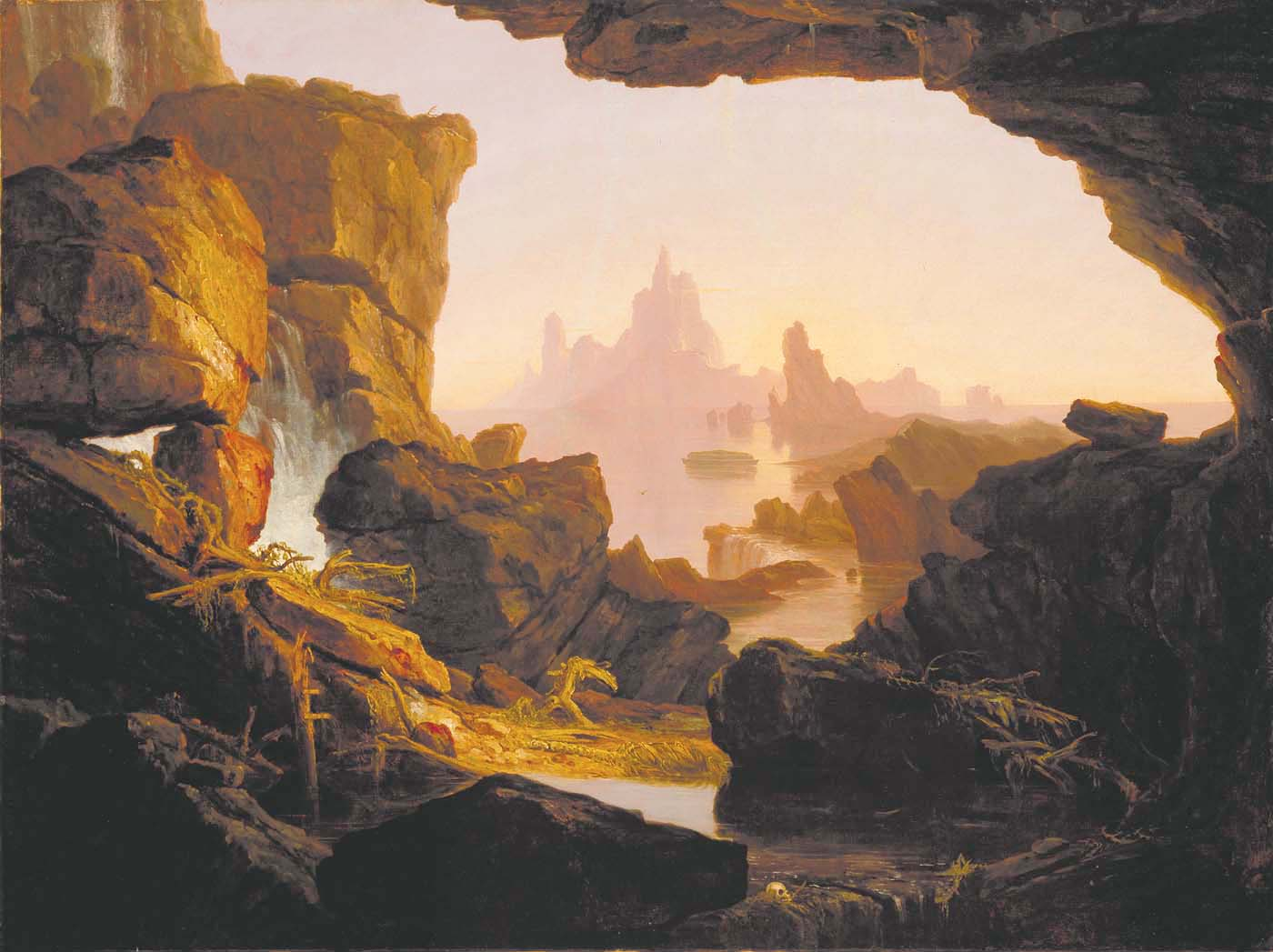
Thomas Cole – El descenso de las aguas del diluvio – 1829, óleo sobre lienzo

La geología diluviana, también llamada geología creacionista es una teoría pseudocientífica que intenta interpretar y reconciliar la geología de la Tierra con la creencia literal en el diluvio universal que se describe en el Génesis 6:8. A principios del siglo XIX, ciertos geólogos conjeturaron que algunas características de la superficie evidenciaban una inundación mundial posterior a anteriores eras geológicas. Tras investigar los hechos, acordaron que estas características eran el resultado de inundaciones locales o glaciares. En el siglo XX, creacionistas de la Tierra joven rescataron la geología diluviana como concepto global en su oposición a la evolución, dando por sentada una creación en seis días y en época reciente, y cambios geológicos cataclísmicos durante el diluvio bíblico, e incorporaron las explicaciones creacionistas de la secuencia de estratos en las rocas.
En las primeras etapas del desarrollo de la ciencia de la geología, los fósiles se interpretaron como una prueba de inundaciones pasadas. Las «Teorías de la Tierra» del siglo XVII proponían mecanismos basados en leyes naturales dentro de una escala temporal establecida por la cronología bíblica. Al irse desarrollando la geología moderna, los geólogos fueron hallando evidencias de una Tierra antigua, y pruebas que chocaban con la noción de que la Tierra se había formado en una serie de cataclismos, como el diluvio del Génesis. En el Reino Unido, durante el siglo XIX, el «diluvianismo» atribuyó accidentes geográficos y características de la superficie —como los lechos de grava o los bloques erráticos de los glaciares —a los efectos destructivos de este supuesto diluvio global, pero hacia 1830, los geólogos tenían cada vez más claro que las pruebas solo mostraban inundaciones relativamente locales. Los llamados geólogos de las Escrituras intentaron dar prioridad a las explicaciones bíblicas literales, pero les faltó una buena base geológica y fueron marginados por la comunidad científica. Tampoco alcanzaron una gran influencia en la Iglesia. 
La geología diluviana fue rescatada como campo de estudio dentro de la ciencia de la creación, que forma parte del creacionismo de la Tierra joven. Sus proponentes se ciñen a una lectura literal del Génesis 6:9, consideran que sus pasajes son históricamente correctos, y utilizan la cronología interna de la Biblia para ubicar el diluvio y la historia del arca de Noé dentro de los últimos 5000 años.
Los principios fundamentales de la geología diluviana quedan refutados por el análisis científico. La geología diluviana contradice el  consenso científico en geología, estratigrafía, geofísica, física, paleontología, biología, antropología y arqueología. La geología moderna, sus subdisciplinas y otras ciencias utilizan el método científico. Por el contrario, la geología diluviana no acata el método científico, lo que la convierte en una pseudociencia.

## El diluvio universal en la historia de la geología

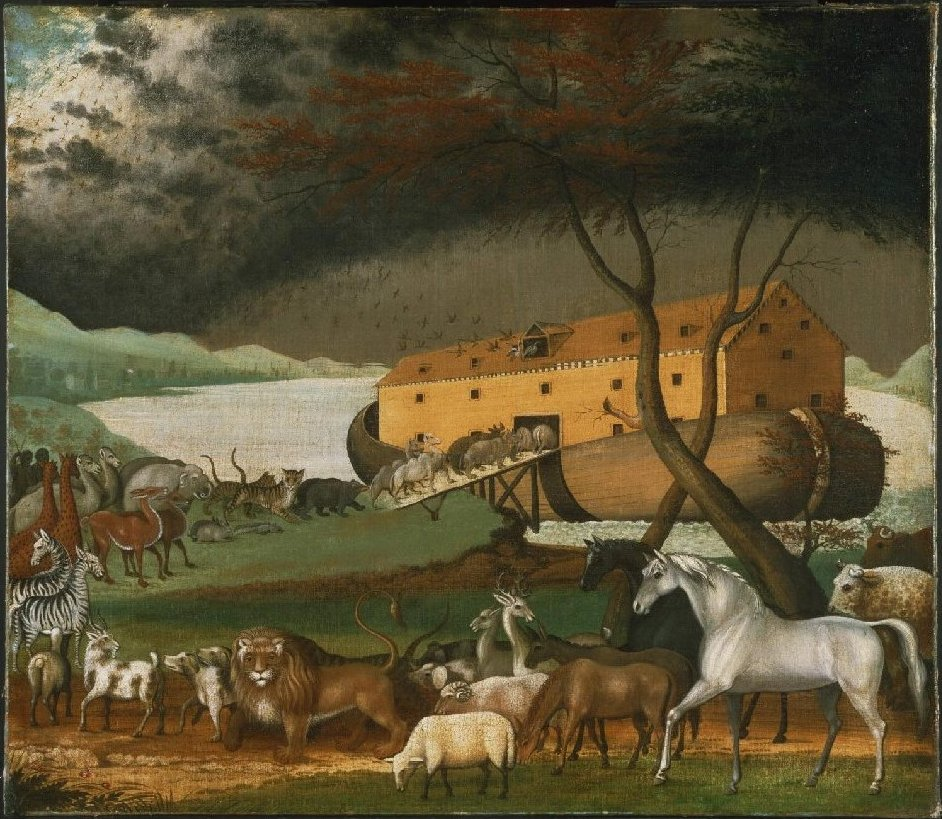
Animales entrando en el arca de Noé (Edward Hicks, 1846)

En tiempos anteriores al cristianismo, filósofos griegos como Jenófanes, Janto de Lidia y Aristóteles, creían que los fósiles eran pruebas de que las tierras habían estado cubiertas por el mar en épocas pasadas. Su concepto de vastos periodos de tiempo en un cosmos eterno fue rechazada por los primitivos escritores cristianos por ser incompatibles con su creencia en que Dios creó el mundo. Entre los padres de la Iglesia, Tertuliano escribió que los fósiles demostraban que las montañas habían quedado sumergidas en agua sin especificar cuándo. San Juan Crisóstomo y san Agustín creían que los fósiles eran restos de animales que murieron y quedaron enterrados durante la breve duración del diluvio universal relatado en el Génesis, y más tarde, Martín Lutero consideró que los fósiles eran el resultado de dicho diluvio.
Otros estudiosos, entre ellos Avicena, pensaban que los fósiles aparecían en las rocas por «virtud de petrificación» que actuaba sobre «semillas» de plantas y animales. En 1580, Bernard Palissy especuló con la idea de que los fósiles se habían formado en lagos, Robert Hooke realizó investigaciones empíricas, dudando de que el número de conchas fósiles y la profundidad de los lechos de conchas se hubieran formado en el año de inundación de Noé. En 1616, Nicolás Steno mostró la forma en que los procesos químicos convertían los restos orgánicos en fósiles pétreos. Sus principios fundamentales de la estratigrafía publicados en 1669 establecieron que los estratos de roca se formaron de manera horizontal y posteriormente se quebraron e inclinaron, aunque él daba por sentado que estos procesos, incluyendo una inundación global, habían ocurrido en un periodo de 6000 años.

### Teorías de la Tierra
En su influyente obra Principios de la filosofía, de 1644, René Descartes aplicó las leyes físicas de la mecánica para elucubrar con la posibilidad de que la tierra se hubiera formado como una esfera compuesta de capas constituidas por remolinos de partículas. Esta filosofía de la naturaleza fue reciclada en términos bíblicos por el teólogo Thomas Burnet, cuya Teoría Sagrada de la Tierra, publicada en la década de 1680, proponía complejas explicaciones basadas en leyes naturales, y rechazaba explícitamente el método más simplista de invocar los milagros, considerándolos incompatibles con la metodología de la filosofía natural (precursora de la ciencia). Burnet mantenía que hace menos de 6000 años, la Tierra había emergido del caos como una esfera perfecta, con el paraíso en tierra firme, sobre un abismo de agua. Esta corteza se secó y resquebrajó, y su desplome causó el diluvio bíblico, formando montañas y cavernas a donde se retiró el agua. No hizo mención de los fósiles, pero inspiró otras teorías diluvianas que sí los consideraron.
En 1695, en la obra Essay toward a Natural History of the earth («Un ensayo para una Historia Natural de la Tierra») , John Woodward interpretó que la inundación mencionada en el Génesis disolvió rocas y tierra, generando un espeso lodo que atrapó a todos los seres vivientes, y cuando las aguas se retiraron, se formaron los estratos según la densidad relativa de esos materiales, incluyendo los fósiles de los organismos. Cuando se señaló que a menudo se encontraban capas de menor densidad en zonas más profundas, y que las fuerzas que pulverizaron las rocas habrían destruido también los restos orgánicos, recurrió a la explicación de que la gravedad había quedado temporalmente inhabilitada por un milagro divino. En su obra  New Theory of the Earth («Nueva teoría de la Tierra»), de 1696, William Whiston combinó las Escrituras con la física newtoniana para proponer que el caos original era la atmósfera de un cometa, que cada día de la creación duró en realidad un año, y que el diluvio del Génesis era el resultado de la llegada de un segundo cometa. Su explicación de cómo la inundación causó la formación de las montañas y la secuencia fósil era similar a la de Woodward. Johann Jakob Scheuchzer apoyó con sus escritos las ideas de Woodward en 1708, describiendo algunas vértebras fósiles como huesos de pecadores que había perecido en el diluvio. En 1726, describió un esqueleto encontrado en una cantera como Homo diluvii testis, un humano gigante que probaba la inundación. Esta teoría fue aceptada durante cierto tiempo, pero en 1812 se demostró que el esqueleto pertenecía a una salamandra prehistórica.

### Inicios de la geología moderna
La moderna ciencia de la geología se desarrolló en el siglo XVIII. El propio término «geología» fue popularizado por la Enciclopedia de 1751. Varios geólogos expandieron la categorización que había hecho Steno de los estratos, entre ellos Johann Gottlob Lehmann, que creía que las montañas más antiguas se habían formado al principio de la creación, y categorizó como Flötz-Gebürge a las montañas estratificadas con pocos depósitos minerales pero con finas capas que contenían fósiles, cubiertas con una tercera categoría de depósitos superficiales. En su publicación de 1756, identificó 30 capas distintas en esta categoría, que atribuyó a la acción del diluvio del Génesis, incluyendo posiblemente detritus de montañas más antiguas. Otros geólogos, como Giovanni Arduino, atribuyó los estratos secundarios a causas naturales; Georg Christian Füchsel dijo que los geólogos tenían que aceptar como patrón los procesos en los que la naturaleza produce actualmente sólidos, y que solo los depósitos más recientes podían atribuirse a una gran inundación.
La clasificación de Lehman fue desarrollada por Abraham Gottlob Werner, que pensaba que los estratos rocosos no eran depósitos del diluvio de Noé, sino de un primitivo océano global, una doctrina llamada neptunismo. Nicolas Desmarest socavó aún más la idea de una Tierra joven en 1774 con sus estudios de una serie de volcanes extintos de Europa, cuyas capas habrían tardado más tiempo en formarse. El hecho de que estas capas estuvieran todavía intactas indicaba que cualquier inundación posterior habría sido local y no universal. Contra el neptunismo, James Hutton propuso un antiguo ciclo indefinido de rocas erosionadas que se depositaban en el mar, se consolidaban y se elevaban a causa de fuerzas volcánicas, convirtiéndose en montañas, que a su vez se erosionaban, en procesos naturales que se siguen produciendo.

## Las pruebas del diluvio presentadas en congresos científicos
En algunas ocasiones, algunos geólogos creacionistas han intervenido en congresos científicos en Estados Unidos, sobre todo dirigiendo excursiones de campo en las que mostrarían supuestos efectos geológicos del diluvio universal. Sin embargo presentan las excursiones y las charlas en el campo formalmente, sin hacer demasiado alarde de sus ideas pseudocientíficas. Es posteriormente cuando publicitan entre sus seguidores que sus ideas han sido validadas por la comunidad científica en un congreso científico. Para Steven Newton, geólogo estadounidense, estas infiltraciones de los creacionistas son escandalosas, pero propone aceptarlas en los congresos para evitar un mal mayor: que les acusen de censura y que hagan mucha más publicidad de sus ideas como víctimas de la «ciencia oficial». Para Newton la geología real sobrevivirá a estas maquinaciones.